# Knitr
Knitr је покретач динамичног генерисаног извештаја са Р. То је пакет у статистичком програмском језику R што омогућава интеграцију Р кода у LaTeX, LyX, HTML, Markdown, AsciiDoc, и reStructuredText документа. Сврха кnitr је да дозволи репродуциона истраживања у преко средстава писмених програмирања. То је лиценцирано под ГНУ-ова општом јавном лиценцом.
Knitr је био инспирисан Sweave и написан са различитим дизајном за бољу модуларизацију, тако да је лакше за одржавање и проширивање. Sweave се може сматрати као подскуп у смислу да су све карактеристике Sweave такође доступне у knitr. Неки од knitr проширења обухватају: R Markdown формат (коришћен у извештајима објављеним RPubs), кеширање, TikZ графике и подршке другим језицима као што су Python, Perl, C++, Shell скрипте и CoffeeScript, и остали.
Knitr је званично подржан у RStudio IDE за Р, LyX, Emacs/ESS and the Architect IDE за науку података.